# Золота дзиґа (7-ма церемонія вручення)
7-ма церемонія вручення нагород національної кінопремії «Золота дзиґа» Української кіноакадемії за професійні досягнення у розвитку українського кіно за 2022 рік.
Переможців було оголошено протягом  19-29 вересня 2023 року на офіційних сторінках премії у Facebook та Instagram.
Номінанти були оголошені 30 червня 2023 року.

## Список лауреатів та номінантів
★Переможців виділено окремим кольором.

### Основні категорії
| Категорії                                                      | Номінанти | Номінанти | Номінанти |
| -------------------------------------------------------------- | --- | --- | --- |
| Найкращий фільм                                                | [[Файл:\|100px]] | ★ «Памфір» (продюсери Олександра Костіна, Євгенія Яцута, Артем Колюбаєв, Альона Тимошенко, режисер Дмитро Сухолиткий-Собчук)                      | ★ «Памфір» (продюсери Олександра Костіна, Євгенія Яцута, Артем Колюбаєв, Альона Тимошенко, режисер Дмитро Сухолиткий-Собчук) |
| Найкращий фільм                                                | [[Файл:\|100px]] | • «Бачення метелика» (продюсерки Дар'я Бассель, Єлизавета Сміт, режисер Максим Наконечний)                                                        | |
| Найкращий фільм                                                | [[Файл:\|100px]] | • «Відблиск» (продюсери Володимир Яценко, Анна Яценко, Валентин Васянович, Ія Мислицька, режисер Валентин Васянович)                              | |
| Найкращий фільм                                                | [[Файл:\|100px]] | • «Клондайк» (продюсери Святослав Булаковський, Марина Ер Горбач, режисерка Марина Ер Горбач)                                                     | |
| Найкращий фільм                                                | [[Файл:\|100px]] | • «Люксембург, Люксембург» (продюсери Володимир Яценко, Анна Яценко, режисер Антоніо Лукіч)                                                       | |
| Найкращий режисер (премія імені Юрія Іллєнка)                  | | ★ Дмитро Сухолиткий-Собчук — «Памфір» | ★ Дмитро Сухолиткий-Собчук — «Памфір»                                                                                        |
| Найкращий режисер (премія імені Юрія Іллєнка)                  | • Марина Ер Горбач — «Клондайк» | | |
| Найкращий режисер (премія імені Юрія Іллєнка)                  | • Антоніо Лукіч — «Люксембург, Люксембург» | | |
| Найкращий сценарій                                             | | ★ Дмитро Сухолиткий-Собчук — «Памфір» | ★ Дмитро Сухолиткий-Собчук — «Памфір»                                                                                        |
| Найкращий сценарій                                             | • Марина Ер Горбач — «Клондайк» | | |
| Найкращий сценарій                                             | • Антоніо Лукіч — «Люксембург, Люксембург» | | |
| Найкращий сценарій                                             | • Максим Наконечний, Ірина Цілик — «Бачення метелика»                                                                                             | | |
| Найкраща чоловіча роль                                         | | ★ Олександр Яцентюк — «Памфір» за роль Леоніда | ★ Олександр Яцентюк — «Памфір» за роль Леоніда                                                                               |
| Найкраща чоловіча роль                                         | • Роман Луцький — «Відблиск» за роль Сергія | | |
| Найкраща чоловіча роль                                         | • Аміль та Раміль Насірови — «Люксембург, Люксембург» за роль Колі та Васі                                                                        | | |
| Найкраща чоловіча роль                                         | • Сергій Шадрін — «Клондайк» за роль Толіка | | |
| Найкраща жіноча роль                                           | | ★ Оксана Черкашина — «Клондайк» за роль Іри | ★ Оксана Черкашина — «Клондайк» за роль Іри                                                                                  |
| Найкраща жіноча роль                                           | • Рита Бурковська — «Бачення метелика» за роль Лілії                                                                                              | | |
| Найкраща жіноча роль                                           | • Соломія Кирилова — «Памфір» за роль Олени | | |
| Найкраща чоловіча роль другого плану                           | | ★ Юрій Іздрик — «Я і Фелікс» за роль Фелікса | ★ Юрій Іздрик — «Я і Фелікс» за роль Фелікса                                                                                 |
| Найкраща чоловіча роль другого плану                           | • Іван Шаран — «Памфір» за роль Віктора | | |
| Найкраща чоловіча роль другого плану                           | • Олександр Ярема — «Памфір» за роль Ореста | | |
| Найкраща жіноча роль другого плану                             | | ★ Олена Хохлаткіна — «Памфір» за роль матері Леоніда                                                                                              | ★ Олена Хохлаткіна — «Памфір» за роль матері Леоніда                                                                         |
| Найкраща жіноча роль другого плану                             | • Наталка Ворожбит — «Бачення метелика» за роль «Сороки»                                                                                          | | |
| Найкраща жіноча роль другого плану                             | • Наталія Гнітій — «Люксембург, Люксембург» за роль мами Колі й Васі                                                                              | | |
| Найкращий оператор-постановник                                 | | ★ Микита Кузьменко — «Памфір» | ★ Микита Кузьменко — «Памфір»                                                                                                |
| Найкращий оператор-постановник                                 | • Святослав Булаковський — «Клондайк» | | |
| Найкращий оператор-постановник                                 | • Валентин Васянович — «Відбриск» | | |
| Найкращий художник-постановник                                 | | ★ Іван Михайлов — «Памфір» | ★ Іван Михайлов — «Памфір»                                                                                                   |
| Найкращий художник-постановник                                 | • Марія Денисенко, Віталій Сударьков, Андрій Гречишкін — «Клондайк»                                                                               | | |
| Найкращий художник-постановник                                 | • Владлен Одуденко — «Відблиск» | | |
| Найкраща музика                                                | | ★ Микита Моісеєв — «Крихка пам'ять» | ★ Микита Моісеєв — «Крихка пам'ять»                                                                                          |
| Найкраща музика                                                | • Антон Байбаков — «Між нами» | | |
| Найкраща музика                                                | • Хосейн Мірзаголі — «Щедрик» | | |
| Найкраща музика                                                | • Тарас Чубай — «Чубай. Говорити знову» | | |
| Найкраща пісня                                                 | ★ «То таке життя», виконавиця Марина Круть, слова Марина Круть та Герда Соняш, музика — Марина Круть та Михайло Клименко («Я працюю на цвинтарі») | ★ «То таке життя», виконавиця Марина Круть, слова Марина Круть та Герда Соняш, музика — Марина Круть та Михайло Клименко («Я працюю на цвинтарі») | |
| Найкраща пісня                                                 | • «Був москаль, тепер нема», автор і виконавець Микита Моісеєв («День Українського Добровольця»)                                                  | | |
| Найкраща пісня                                                 | • «Так упевнено маються крила у ворона», виконавець Тарас Чубай, автори Грицько Чубай, Тарас Чубай («Чубай. Говорити знову»)                      | | |
| Найкращий серіал                                               | ★ «Ukraine on Fire 2 (Україна в огні 2)» (режисер і продюсер В'ячеслав Бігун)                                                                     | ★ «Ukraine on Fire 2 (Україна в огні 2)» (режисер і продюсер В'ячеслав Бігун)                                                                     | |
| Найкращий серіал                                               | • «Кава твого міста» (режисери Олександр Кірієнко, Аліна Чеботарьова, продюсерка Вікторія Бурдукова)                                              | | |
| Найкращий серіал                                               | • «Я — Надія» (режисер Денис Тарасов, продюсер Сергій Карпенко)                                                                                   | | |
| Найкращий короткометражний ігровий фільм (ім. Ю. А. Мінзянова) | ★ «ГКЧП» (режисер Аркадій Непиталюк, продюсерка Анастасія Буковська)                                                                              | ★ «ГКЧП» (режисер Аркадій Непиталюк, продюсерка Анастасія Буковська)                                                                              | |
| Найкращий короткометражний ігровий фільм (ім. Ю. А. Мінзянова) | • «Джордан'96» (режисер Катерина Лесик, продюсери Володимир Яценко, Анна Яценко)                                                                  | | |
| Найкращий короткометражний ігровий фільм (ім. Ю. А. Мінзянова) | • «Згасаюче світло», (режисер Іван Орленко, продюсер Олександр Омелянов)                                                                          | | |
| Найкращий короткометражний ігровий фільм (ім. Ю. А. Мінзянова) | • «Поки тут тихо», (режисери Новруз Хікмет, Олена Подолянко, продюсер Віктор Шевченко)                                                            | | |
| Найкращий короткометражний ігровий фільм (ім. Ю. А. Мінзянова) | • «Це побачення», (режисерка Надія Парфан, продюсери Ілля Гладштейн, Ірина Ковальчук)                                                             | | |
| Найкращий документальний фільм                                 | ★ «Ми не згаснемо» (режисерка Аліса Коваленко та продюсери Валерій Калмиков, Олексій Кобєлєв, Яна Калмикова)                                      | ★ «Ми не згаснемо» (режисерка Аліса Коваленко та продюсери Валерій Калмиков, Олексій Кобєлєв, Яна Калмикова)                                      | |
| Найкращий документальний фільм                                 | • «День Українського Добровольця» (режисер Володимир Тихий, продюсери Ігор Савиченко, Володимир Тихий)                                            | | |
| Найкращий документальний фільм                                 | • «Крихка пам'ять» (режисер Ігор Іванько, продюсери Олександра Братищенко, Марія Пономарьова, Ігор Іванько)                                       | | |
| Найкращий короткометражний документальний фільм                | ★ «Фортеця Маріуполь. Останній день на Азовсталі» (режисерка та продюсерка Юлія Гонтарук, режисер Дмитро (Орест) Козацький)                       | ★ «Фортеця Маріуполь. Останній день на Азовсталі» (режисерка та продюсерка Юлія Гонтарук, режисер Дмитро (Орест) Козацький)                       | |
| Найкращий короткометражний документальний фільм                | • «Літургія протитанкових перешкод» (режисер Дмитро Сухолиткий-Собчук, продюсери Олександра Сорохан, Дмитро Сухолиткий-Собчук)                    | | |
| Найкращий короткометражний документальний фільм                | • «Я не хотіла робити фільм про війну» (режисерка Надія Парфан)                                                                                   | | |
| Найкращий анімаційний фільм                                    | ★ «Путлер Капут» (режисер та продюсер Микита Лиськов)                                                                                             | ★ «Путлер Капут» (режисер та продюсер Микита Лиськов)                                                                                             | |
| Найкращий анімаційний фільм                                    | • «Украдений місяць. Кум» (режисерка Ольга Захарова, продюсери Євген Захаров, Геннадій Кофман)                                                    | | |
| Найкращий анімаційний фільм                                    | • «Little wings» (режисер та продюсер Родіон Шуб)                                                                                                 | | |
| Найкращий дизайн костюмів                                      | | ★ Марія Квітка — «Памфір» | ★ Марія Квітка — «Памфір» |
| Найкращий дизайн костюмів                                      | • Яна Нікітенко — «Щедрик» | | |
| Найкращий дизайн костюмів                                      | • Наталія Скаржепа — «Максим Оса та золото Песиголовця»                                                                                           | | |
| Найкращий дизайн костюмів                                      | • Ася Сутягіна — «Люксембург, Люксембург» | | |
| Найкращий грим                                                 | | ★ Марія Пілунська — «Памфір» | ★ Марія Пілунська — «Памфір»                                                                                                 |
| Найкращий грим                                                 | • Ксенія Гальченко — «Клондайк» | | |
| Найкращий грим                                                 | • Ганна Лукашенко — «Бачення метелика» | | |
| Найкращий грим                                                 | • Ася Сутягіна — «Люксембург, Люксембург» | | |
| Найкращий звук                                                 | | ★ Василь Явтушенко — «Бачення метелика» | ★ Василь Явтушенко — «Бачення метелика»                                                                                      |
| Найкращий звук                                                 | • Сергій Степанський — «Відблиск» | | |
| Найкращий звук                                                 | • Сергій Степанський — «Памфір» | | |
| Найкращі візуальні ефекти                                      | | ★ Денис Рева — «Памфір» | ★ Денис Рева — «Памфір» |
| Найкращі візуальні ефекти                                      | • Роман Деріга — «Снайпер. Білий ворон» | | |
| Найкращі візуальні ефекти                                      | • Олег Цьось, Альбіна Сафонова — «Клондайк» | | |
| Найкращий монтаж                                               | | ★ Аліна Горлова — «Бачення метелика» | ★ Аліна Горлова — «Бачення метелика»                                                                                         |
| Найкращий монтаж                                               | • Марина Ер Горбач — «Клондайк» | | |
| Найкращий монтаж                                               | • Олександр Чорний, Іван Банніков, Олександр Лєгостаєв — «Люксембург, Люксембург»                                                                 | | |

### Спеціальні нагороди
| Нагорода                                               | Лауреати | Лауреати                   | Лауреати                   |
| ------------------------------------------------------ | -------- | -------------------------- | -------------------------- |
| Премія за внесок у розвиток українського кінематографа |          | ★Андрій Загданський        | ★Андрій Загданський        |
| Відкриття року                                         |          | ★ Дмитро Сухолиткий-Собчук | ★ Дмитро Сухолиткий-Собчук |